# PGT PLO Series II

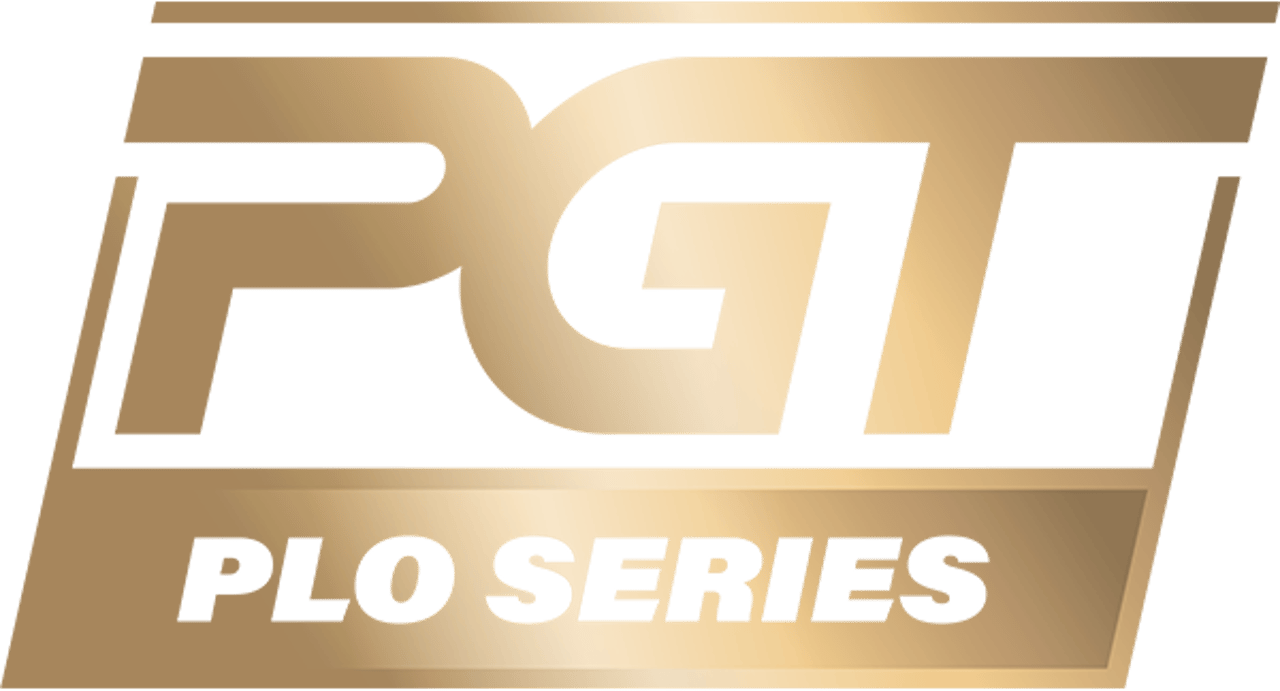
Logo der PGT PLO Series

Die PGT PLO Series II war die zweite Austragung dieser Pokerturnierserie und wurde von Poker Central veranstaltet. Die zehn High-Roller-Turniere mit Buy-ins von meist 10.000 US-Dollar wurden vom 19. bis 30. Oktober 2023 im PokerGO Studio im Aria Resort & Casino in Paradise am Las Vegas Strip ausgespielt.

## Struktur

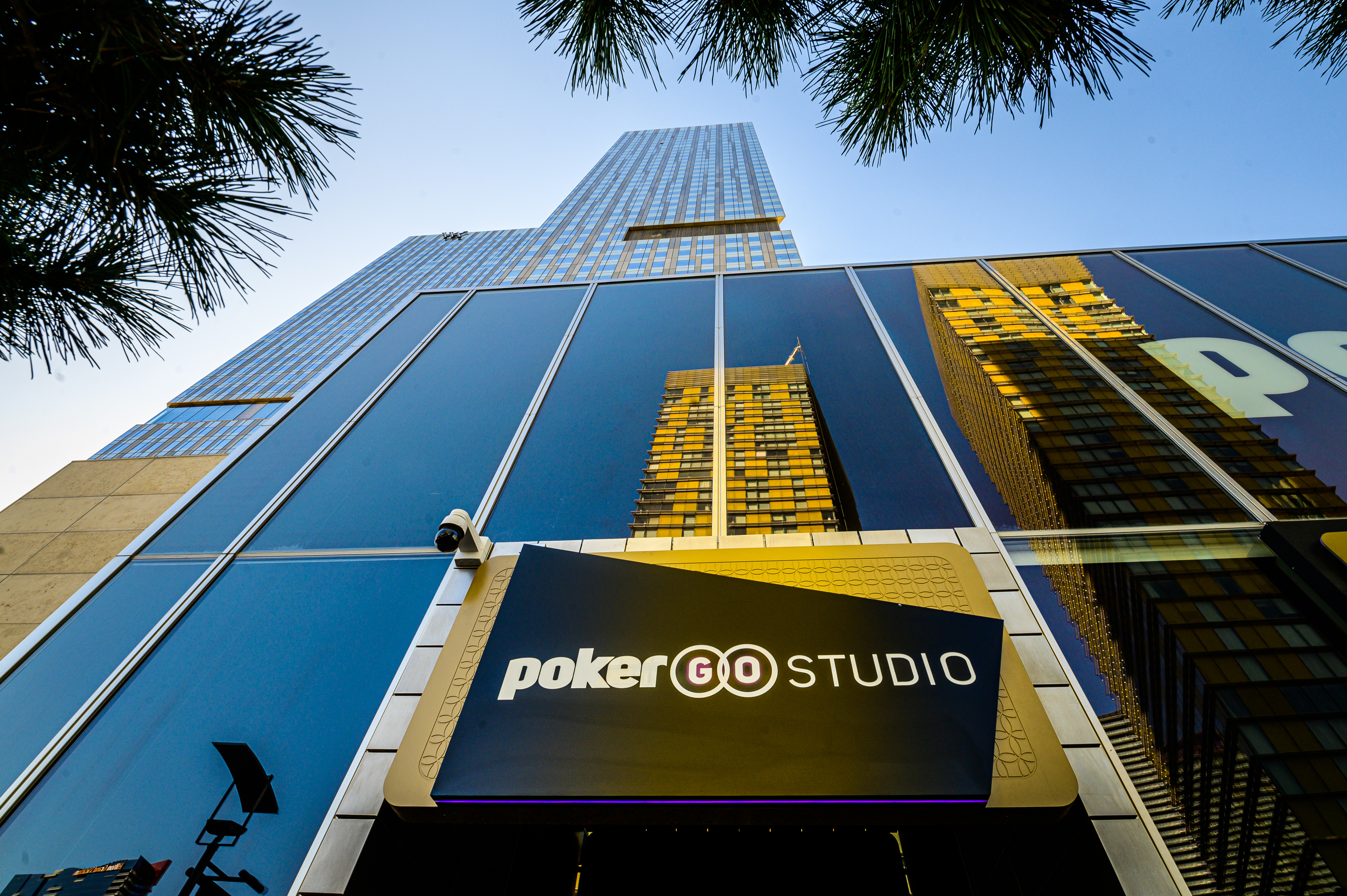
Das PokerGO Studio im Aria Resort & Casino (2019)

Die Turnierserie war Teil der PokerGO Tour, die über das Kalenderjahr 2023 läuft. Alle Turniere wurden in Pot Limit Omaha ausgetragen, wobei bei zwei Events mit Bountys gespielt wurde. Aufgrund des hohen Buy-ins waren bei den Turnieren lediglich die weltbesten Pokerspieler sowie reiche Geschäftsmänner anzutreffen. Daniel Geeng sicherte sich als erfolgreichster Spieler der Serie eine zusätzliche Prämie von 25.000 US-Dollar.

## Turniere

### Übersicht
| #  | Turnierbeginn | Buy-in (in $) | Variante                           | Teilnehmer | Sieger          | Herkunft           | Preisgeld (in $) |
| -- | ------------- | ------------- | ---------------------------------- | ---------- | --------------- | ------------------ | ---------------- |
| 1  | 19. Okt. 2023 | 05.000        | Pot Limit Omaha                    | 172        | Matthew Wantman | Vereinigte Staaten | 150.500          |
| 2  | 20. Okt. 2023 | 07.500        | Pot Limit Omaha Bounty             | 149        | Eelis Pärssinen | Finnland           | 149.000          |
| 3  | 21. Okt. 2023 | 10.000        | Pot Limit Omaha                    | 103        | Stephen Hubbard | Vereinigte Staaten | 231.750          |
| 4  | 22. Okt. 2023 | 15.000        | Pot Limit Omaha Progressive Bounty | 101        | Adam Hendrix    | Vereinigte Staaten | 172.710          |
| 5  | 23. Okt. 2023 | 10.000        | Pot Limit Omaha                    | 114        | Bryce Yockey    | Vereinigte Staaten | 239.400          |
| 6  | 24. Okt. 2023 | 10.000        | Pot Limit Omaha Dealer’s Choice    | 065        | João Simão      | Brasilien          | 182.000          |
| 7  | 27. Okt. 2023 | 10.000        | Pot Limit Omaha                    | 086        | Benjamin Juhász | Ungarn             | 206.400          |
| 8  | 28. Okt. 2023 | 10.000        | Pot Limit Omaha Hi-Lo              | 055        | Zhen Cai        | Vereinigte Staaten | 176.000          |
| 9  | 29. Okt. 2023 | 25.000        | Pot Limit Omaha                    | 075        | Daniel Geeng    | Vereinigte Staaten | 487.500          |
| 10 | 30. Okt. 2023 | 02.000        | Five Card Pot Limit Omaha          | 048        | David Wang      | Vereinigte Staaten | 032.640          |

### #1 – Pot Limit Omaha
Das erste Event wurde am 19. und 20. Oktober 2023 in Pot Limit Omaha gespielt. 172 Teilnehmer zahlten den Buy-in von 5000 US-Dollar.
| Platz | Herkunft               | Spieler              | Preisgeld (in $) | Punkte |
| ----- | ---------------------- | -------------------- | ---------------- | ------ |
| 1     | Vereinigte Staaten     | Matthew Wantman      | 150.500          | 151    |
| 2     | Vereinigte Staaten     | James Collopy        | 111.800          | 112    |
| 3     | Vereinigte Staaten     | Eugeni Turevski      | 086.000          | 086    |
| 4     | Vereinigte Staaten     | Quan Tran            | 064.500          | 065    |
| 5     | Ungarn                 | Benjamin Juhász      | 051.600          | 052    |
| 6     | Kanada                 | Mathyeu Provost      | 043.000          | 043    |
| 7     | Vereinigte Staaten     | Zachary Schwartz     | 034.400          | 034    |
| 8     | Israel                 | Eliran Yamin         | 034.400          | 034    |
| 9     | Vereinigte Staaten     | James Chen           | 025.800          | 026    |
| 10    | Vereinigte Staaten     | Jonathan Borenstein  | 025.800          | 026    |
| 11    | Japan                  | Hideo Miyamoto       | 025.800          | 026    |
| 12    | Vereinigte Staaten     | Maxx Coleman         | 025.800          | 026    |
| 13    | Spanien                | Lautaro Guerra       | 017.200          | 017    |
| 14    | Tschechien             | Karel Mokrý          | 017.200          | 017    |
| 15    | Schweiz                | Fernando Habegger    | 017.200          | 017    |
| 16    | Finnland               | Eelis Pärssinen      | 017.200          | 017    |
| 17    | Vereinigte Staaten     | Stephanie Chung      | 017.200          | 017    |
| 18    | Vereinigte Staaten     | Lance Steinberg      | 012.900          | 013    |
| 19    | Bulgarien              | Wesselin Karakitukow | 012.900          | 013    |
| 20    | Vereinigtes Konigreich | Richard Gryko        | 012.900          | 013    |
| 21    | Vereinigte Staaten     | Farhad Jamasi        | 012.900          | 013    |
| 22    | Bulgarien              | Wassil Medarow       | 012.900          | 013    |
| 23    | Vereinigte Staaten     | Isaac Kempton        | 012.900          | 013    |
| 24    | Vereinigte Staaten     | Christopher Costa    | 008.600          | 009    |
| 25    | Vereinigte Staaten     | Josh Arieh           | 008.600          | 009    |

### #2 – Pot Limit Omaha Bounty
Das zweite Event wurde am 20. und 21. Oktober 2023 in Pot Limit Omaha mit Bountys gespielt. 149 Teilnehmer zahlten den Buy-in von 7500 US-Dollar, wovon jeweils 7000 US-Dollar in den Preispool flossen und 2500 US-Dollar für jeden ausgeschalteten Spieler zurückgehalten wurden.
| Platz | Herkunft            | Spieler           | Preisgeld (in $) | Punkte |
| ----- | ------------------- | ----------------- | ---------------- | ------ |
| 1     | Finnland            | Eelis Pärssinen   | 149.000          | 149    |
| 2     | Vereinigte Staaten  | Allan Le          | 104.300          | 104    |
| 3     | Vereinigte Staaten  | Dustin Goldklang  | 074.500          | 075    |
| 4     | Vereinigte Staaten  | Sean Winter       | 059.600          | 060    |
| 5     | Vereinigte Staaten  | Dylan Weisman     | 044.700          | 045    |
| 6     | Vereinigte Staaten  | Brian Rast        | 037.250          | 037    |
| 7     | Vereinigte Staaten  | Stephen Hubbard   | 029.800          | 030    |
| 8     | Vereinigte Staaten  | Isaac Kempton     | 029.800          | 030    |
| 9     | Bulgarien           | Wassil Medarow    | 022.350          | 022    |
| 10    | Brasilien           | João Simão        | 022.350          | 022    |
| 11    | Vereinigte Staaten  | Daniel Geeng      | 022.350          | 022    |
| 12    | Vereinigte Staaten  | Jeremy Ausmus     | 022.350          | 022    |
| 13    | Niederlande         | Ronald Keijzer    | 014.900          | 015    |
| 14    | Deutschland         | Jonas Kronwitter  | 014.900          | 015    |
| 15    | Vereinigte Staaten  | John Riordan      | 014.900          | 015    |
| 16    | China Volksrepublik | Peng Shan         | 014.900          | 015    |
| 17    | Schweiz             | Fernando Habegger | 011.175          | 011    |
| 18    | Vereinigte Staaten  | George Wolff      | 011.175          | 011    |
| 19    | Vereinigte Staaten  | Bryce Yockey      | 011.175          | 011    |
| 20    | Vereinigte Staaten  | Igor Zektser      | 011.175          | 011    |
| 21    | Vereinigte Staaten  | Zach Stewart      | 011.175          | 011    |
| 22    | Vereinigte Staaten  | Brent Roberts     | 011.175          | 011    |

### #3 – Pot Limit Omaha
Das dritte Event wurde am 21. und 22. Oktober 2023 in Pot Limit Omaha gespielt. 103 Teilnehmer zahlten den Buy-in von 10.000 US-Dollar.
| Platz | Herkunft               | Spieler          | Preisgeld (in $) | Punkte |
| ----- | ---------------------- | ---------------- | ---------------- | ------ |
| 1     | Vereinigte Staaten     | Stephen Hubbard  | 231.750          | 232    |
| 2     | Bulgarien              | Wassil Medarow   | 164.800          | 165    |
| 3     | Vereinigtes Konigreich | Richard Gryko    | 123.600          | 124    |
| 4     | Tschechien             | Karel Mokrý      | 097.850          | 098    |
| 5     | Vereinigte Staaten     | Dylan Weisman    | 077.250          | 077    |
| 6     | Vereinigte Staaten     | Cliff Josephy    | 061.800          | 062    |
| 7     | Finnland               | Eelis Pärssinen  | 051.500          | 052    |
| 8     | Niederlande            | Ronald Keijzer   | 041.200          | 041    |
| 9     | Serbien                | Damjan Radanov   | 041.200          | 041    |
| 10    | Vereinigte Staaten     | Allan Le         | 030.900          | 031    |
| 11    | Vereinigte Staaten     | Roger Teska      | 030.900          | 031    |
| 12    | Vereinigte Staaten     | Ricardo Alvarado | 020.600          | 021    |
| 13    | Russland               | Artem Maximow    | 020.600          | 021    |
| 14    | Vereinigte Staaten     | Daniel Geeng     | 020.600          | 021    |
| 15    | Vereinigte Staaten     | John Richards    | 015.450          | 015    |

### #4 – Pot Limit Omaha Progressive Bounty
Das vierte Event wurde am 22. und 23. Oktober 2023 in Pot Limit Omaha mit progressiven Bountys gespielt. 101 Teilnehmer zahlten den Buy-in von 15.000 US-Dollar, wovon jeweils 9000 US-Dollar in den Preispool flossen und 6000 US-Dollar für die progressive Bounty zurückgehalten wurden.
| Platz | Herkunft               | Spieler           | Preisgeld (in $) | Punkte |
| ----- | ---------------------- | ----------------- | ---------------- | ------ |
| 1     | Vereinigte Staaten     | Adam Hendrix      | 172.710          | 200    |
| 2     | Vereinigte Staaten     | Daniel Geeng      | 172.710          | 145    |
| 3     | Vereinigtes Konigreich | Richard Gryko     | 109.080          | 109    |
| 4     | Deutschland            | Christian Heich   | 086.355          | 086    |
| 5     | Kanada                 | Daniel Negreanu   | 068.175          | 068    |
| 6     | Finnland               | Joni Jouhkimainen | 054.540          | 054    |
| 7     | Vereinigte Staaten     | Sam Soverel       | 045.450          | 045    |
| 8     | Vereinigte Staaten     | Allan Le          | 036.360          | 036    |
| 9     | Deutschland            | Florian Langmann  | 036.360          | 036    |
| 10    | Vereinigte Staaten     | Maxx Coleman      | 027.270          | 027    |
| 11    | Niederlande            | Ronald Keijzer    | 027.270          | 027    |
| 12    | Peru                   | Martin Carnero    | 018.180          | 018    |
| 13    | Argentinien            | Michael Duek      | 018.180          | 018    |
| 14    | Finnland               | Eelis Pärssinen   | 018.180          | 018    |
| 15    | Vereinigte Staaten     | Roger Teska       | 018.180          | 018    |

### #5 – Pot Limit Omaha
Das fünfte Event wurde am 23. und 24. Oktober 2023 in Pot Limit Omaha gespielt. 114 Teilnehmer zahlten den Buy-in von 10.000 US-Dollar.
| Platz | Herkunft           | Spieler           | Preisgeld (in $) | Punkte |
| ----- | ------------------ | ----------------- | ---------------- | ------ |
| 1     | Vereinigte Staaten | Bryce Yockey      | 239.400          | 239    |
| 2     | Vereinigte Staaten | Kyle Merron       | 171.000          | 171    |
| 3     | Vereinigte Staaten | Jeremy Ausmus     | 125.400          | 125    |
| 4     | Vereinigte Staaten | John Riordan      | 102.600          | 103    |
| 5     | Russland           | Artem Maximow     | 079.800          | 080    |
| 6     | Vereinigte Staaten | Ben Yu            | 068.400          | 068    |
| 7     | Vereinigte Staaten | Alex Foxen        | 057.000          | 057    |
| 8     | Vereinigte Staaten | Ap Garza          | 045.600          | 046    |
| 9     | Vereinigte Staaten | Roger Teska       | 045.600          | 046    |
| 10    | Vereinigte Staaten | LaDarren Banks    | 034.200          | 034    |
| 11    | Vereinigte Staaten | Maxx Coleman      | 034.200          | 034    |
| 12    | Vereinigte Staaten | Joseph Cheong     | 034.200          | 034    |
| 13    | Vereinigte Staaten | Dustin Goldklang  | 022.800          | 023    |
| 14    | Finnland           | Joni Jouhkimainen | 022.800          | 023    |
| 15    | Brasilien          | João Simão        | 022.800          | 023    |
| 16    | Niederlande        | Ronald Keijzer    | 017.100          | 017    |
| 17    | Ungarn             | Benjamin Juhász   | 017.100          | 017    |

### #6 – Pot Limit Omaha Dealer’s Choice
Das sechste Event wurde am 24. und 25. Oktober 2023 in Pot Limit Omaha Dealer’s Choice gespielt. 65 Teilnehmer zahlten den Buy-in von 10.000 US-Dollar.
| Platz | Herkunft           | Spieler              | Preisgeld (in $) | Punkte |
| ----- | ------------------ | -------------------- | ---------------- | ------ |
| 1     | Brasilien          | João Simão           | 182.000          | 182    |
| 2     | Vereinigte Staaten | Alex Foxen           | 123.500          | 124    |
| 3     | Vereinigte Staaten | Jordan Spurlin       | 084.500          | 085    |
| 4     | Vereinigte Staaten | Tyler Brown          | 065.000          | 065    |
| 5     | Bulgarien          | Wesselin Karakitukow | 052.000          | 052    |
| 6     | Vereinigte Staaten | Zhen Cai             | 039.000          | 039    |
| 7     | Vereinigte Staaten | James Collopy        | 032.500          | 033    |
| 8     | Australien         | Hassan Kamel         | 026.000          | 026    |
| 9     | Vereinigte Staaten | Nick Guagenti        | 026.000          | 026    |
| 10    | Kanada             | Alex Livingston      | 019.500          | 020    |

### #7 – Pot Limit Omaha
Das siebte Event wurde am 27. und 28. Oktober 2023 in Pot Limit Omaha gespielt. 86 Teilnehmer zahlten den Buy-in von 10.000 US-Dollar.
| Platz | Herkunft           | Spieler               | Preisgeld (in $) | Punkte |
| ----- | ------------------ | --------------------- | ---------------- | ------ |
| 1     | Ungarn             | Benjamin Juhász       | 206.400          | 206    |
| 2     | Vereinigte Staaten | James Collopy         | 141.900          | 142    |
| 3     | Finnland           | Joni Jouhkimainen     | 107.500          | 108    |
| 4     | Brasilien          | João Simão            | 086.000          | 086    |
| 5     | Vereinigte Staaten | Zhen Cai              | 068.800          | 069    |
| 6     | Vereinigte Staaten | Matthew Wantman       | 051.600          | 052    |
| 7     | Deutschland        | Florian Langmann      | 043.000          | 043    |
| 8     | Vereinigte Staaten | Allan Le              | 034.400          | 034    |
| 9     | Griechenland       | Roussos Koliakoudakis | 034.400          | 034    |
| 10    | Vereinigte Staaten | Adam Hendrix          | 025.800          | 026    |
| 11    | Vereinigte Staaten | Jordan Spurlin        | 021.500          | 022    |
| 12    | Vereinigte Staaten | Josh Arieh            | 021.500          | 022    |
| 13    | Vereinigte Staaten | Alex Foxen            | 017.200          | 017    |

### #8 – Pot Limit Omaha Hi-Lo
Das achte Event wurde am 28. und 29. Oktober 2023 in Pot Limit Omaha Hi-Lo gespielt. 55 Teilnehmer zahlten den Buy-in von 10.000 US-Dollar.
| Platz | Herkunft           | Spieler       | Preisgeld (in $) | Punkte |
| ----- | ------------------ | ------------- | ---------------- | ------ |
| 1     | Vereinigte Staaten | Zhen Cai      | 176.000          | 176    |
| 2     | Vereinigte Staaten | Ryan Rapaski  | 115.500          | 116    |
| 3     | Vereinigte Staaten | Jesse Lonis   | 077.000          | 077    |
| 4     | Vereinigte Staaten | Nick Schulman | 055.000          | 055    |
| 5     | Vereinigte Staaten | Adam Hendrix  | 044.000          | 044    |
| 6     | Vereinigte Staaten | Bryce Yockey  | 033.000          | 033    |
| 7     | Brasilien          | João Simão    | 027.500          | 028    |
| 8     | Vietnam            | Ky Nguyen     | 022.000          | 022    |

### #9 – Pot Limit Omaha Championship
Das neunte Event wurde am 29. und 30. Oktober 2023 in Pot Limit Omaha gespielt. 75 Teilnehmer zahlten den Buy-in von 25.000 US-Dollar.
| Platz | Herkunft           | Spieler              | Preisgeld (in $) | Punkte |
| ----- | ------------------ | -------------------- | ---------------- | ------ |
| 1     | Vereinigte Staaten | Daniel Geeng         | 487.500          | 293    |
| 2     | Bulgarien          | Wesselin Karakitukow | 337.500          | 203    |
| 3     | Vereinigte Staaten | Harsheel Kothari     | 243.750          | 146    |
| 4     | Finnland           | Eelis Pärssinen      | 187.500          | 113    |
| 5     | Ungarn             | Benjamin Juhász      | 150.000          | 090    |
| 6     | Ungarn             | Mark Berente         | 112.500          | 068    |
| 7     | Vereinigte Staaten | John Riordan         | 093.750          | 056    |
| 8     | Kanada             | Alex Livingston      | 075.000          | 045    |
| 9     | Argentinien        | Michael Duek         | 075.000          | 045    |
| 10    | Vereinigte Staaten | Adam Hendrix         | 056.250          | 034    |
| 11    | Vereinigte Staaten | James Collopy        | 056.250          | 034    |

### #10 – Five Card Pot Limit Omaha
Das zehnte Event wurde am 30. Oktober 2023 in Five Card Pot Limit Omaha gespielt. 48 Teilnehmer zahlten den Buy-in von 2000 US-Dollar.
| Platz | Herkunft           | Spieler        | Preisgeld (in $) |
| ----- | ------------------ | -------------- | ---------------- |
| 1     | Vereinigte Staaten | David Wang     | 32.640           |
| 2     | Vereinigte Staaten | Quan Tran      | 21.120           |
| 3     | Vereinigte Staaten | Tyler Brown    | 14.400           |
| 4     | Niederlande        | Ronald Keijzer | 10.560           |
| 5     | Vereinigte Staaten | Dan Schimmel   | 07.680           |
| 6     | Vereinigte Staaten | James Collopy  | 05.760           |
| 7     | Vereinigte Staaten | Ted Forrest    | 03.840           |

## Trophäe

### Punktesystem
Jeder Spieler, der bei einem der ersten neun Turniere in den Preisrängen landete, sammelte zusätzlich zum Preisgeld Punkte. Das Punktesystem orientiert sich während der gesamten PokerGO Tour am Buy-in und dem gewonnenen Preisgeld. Es wird zu ganzen Punkten gerundet.

### Endstand
Daniel Geeng gewann das neunte Turnier und erzielte insgesamt vier Geldplatzierungen, was ihm die meisten Turnierpunkte und auch das meiste Preisgelder aller Spieler einbrachte.
| Platz | Herkunft           | Spieler              | Punkte | Preisgeld (in $) | Cashes | Siege |
| ----- | ------------------ | -------------------- | ------ | ---------------- | ------ | ----- |
| 1     | Vereinigte Staaten | Daniel Geeng         | 481    | 703.160          | 4      | 1     |
| 2     | Ungarn             | Benjamin Juhász      | 365    | 425.100          | 4      | 1     |
| 3     | Finnland           | Eelis Pärssinen      | 349    | 423.380          | 5      | 1     |
| 4     | Brasilien          | João Simão           | 341    | 340.650          | 5      | 1     |
| 5     | Vereinigte Staaten | James Collopy        | 321    | 342.450          | 4      | 0     |
| 6     | Vereinigte Staaten | Adam Hendrix         | 304    | 298.760          | 4      | 1     |
| 7     | Vereinigte Staaten | Zhen Cai             | 284    | 283.800          | 3      | 1     |
| 8     | Vereinigte Staaten | Bryce Yockey         | 283    | 283.575          | 3      | 1     |
| 9     | Bulgarien          | Wesselin Karakitukow | 268    | 402.400          | 3      | 0     |
| 10    | Vereinigte Staaten | Stephen Hubbard      | 262    | 261.550          | 2      | 1     |